# Stephen Appiah
Stephen Appiah (nascut el 24 de desembre de 1980) és un futbolista ghanès que juga com a centrecampista pel Bologna FC 1909 de la Serie A italiana.